# Francisca Solar
María Francisca Solar García (1983, Santiago de Chile) es una escritora y periodista chilena. A los 22 años se convirtió en la escritora chilena más joven en firmar un contrato de edición internacional con Penguin Random House en España.

## Estudios
Estudió periodismo en la Universidad de Chile. Tiene estudios de posgrado en Criminología, Psicología Forense y Escritura Audiovisual.

## Trayectoria literaria
Sus referencias literarias y creativas están en la televisión y la cultura popular de los años 1990.
Ha publicado diecisiete libros en veinte países y cinco idiomas, entre ellos diferentes libros infantiles, juveniles y adultos. Su libro El ocaso de los altos Elfos (2003), una adaptación personal (fanfiction) de aventuras de Harry Potter, cuenta con millares de lectores en el mundo.
Su última novela histórica, El buzón de las impuras, se publicó en 2024.

## Obras
- 2006, La Séptima M ISBN 9788484413226
- 2008, Igual a mí, distinto a ti ISBN 9789562645935
- 2009, La Asombrosa Historia del Espejo Roto ISBN 9789562647250
- 2011, El Hada de las Cadenas ISBN 9789563454116
- 2013, Sobre Ruedas ISBN 9789563494204
- 2015, Cien Días Escribiendo ISBN 9789568995201
- 2017, Mensajeros ISBN 9789569962455
- 2018, Almas de Rojo ISBN 9789569962790
- 2018, La Niña del Sombrero Brujo ISBN 9789566010050
- 2019, Los Últimos Días de Clayton & co. ISBN 9789563606126
- 2020, Prohibido Entrar ISBN 9789566038122
- 2020, Cuando Lila quiso ir a la escuela ISBN 9786070765117
- 2022, La vía Damna ISBN 9789569957185
- 2023, Bluebells ISBN 9789564082691
- 2024, El buzón de las impuras ISBN 9789566196778